# اچ‌دی ۱۳۴۳۳۵
اچ‌دی ۱۳۴۳۳۵ یک ستاره است که در صورت فلکی گاوران قرار دارد.